# 1248

## Události
- kastilský král Ferdinand III. porazil Maury a získal město Sevilla
- vymření meránských vévodů a hrabat z Andechsu po meči
- v Horní Lužici založen ženský cisterciácký klášter Marienstern
- založení nizozemského města Haag
- sňatek markraběte Heřmana VI. Bádenského s rakouskou vévodkyní Gertrudou Babenberskou
- svedena bitva u Mostu. Přemysl Otakar II poražen otcem Václavem I.

## Úmrtí
- 4. ledna – Sancho II., portugalský král (* 8. září 1209)
- 27. března – Maud Marshalová, anglo-normanská šlechtična (* 1192)
- 17. dubna – Boleslav I. Mazovský, kníže mazovský (* okolo 1210)
- 13. září – Kunhuta Štaufská, česká královna jako manželka Václava I. (* asi 1200)
- ? – Sübetej, generál armád Čingischána (* ? 1176)

## Hlava státu
- České království – Václav I.
- Svatá říše římská – Fridrich II. Štaufský – Vilém Holandský
- Papež – Inocenc IV.
- Anglické království – Jindřich III. Plantagenet
- Francouzské království – Ludvík IX.
- Polské knížectví – Boleslav V. Stydlivý
- Uherské království – Béla IV.
- Portugalské království – Alfons III.
- Latinské císařství – Balduin II.
- Nikájské císařství – Jan III. Dukas Vatatzés